# Affaire du viol et du meurtre d'une soignante à Calcutta
L'affaire du viol et du meurtre d'une soignante à Calcutta débute le 9 août 2024, avec le viol et le meurtre d'une interne en médecine dans un centre hospitalier universitaire (CHU) en Inde. L'affaire provoque des manifestations dans tout le pays pour défendre les droits des femmes et dénoncer la culture du viol et les féminicides.
Le 9 août 2024, Abhaya/Tilottama (la divulgation du vrai nom des victimes de viol est illégale en Inde), interne en médecine au RG Kar Medical College de Calcutta (Bengale occidental), est retrouvée morte dans une salle de séminaire sur le campus de l'établissement. Une autopsie a ensuite confirmé qu'elle avait été violée et assassinée. Ce crime a suscité une vive indignation et des manifestations dans tout le pays, qui ont exigé une enquête approfondie tout en remettant en question la sécurité des femmes en Inde.

## Contexte
Le viol en Inde est cité par Radha Kumar comme un des crimes les plus communs contre les femmes et par l'autorité des Nations unies par rapport aux droits humains comme un « problème national » en Inde.

## Déroulement
Le 9 août 2024, Abhaya/Tilottama (la divulgation du vrai nom des victimes de viol est illégale en Inde), interne en médecine de deuxième année au R.G. Kar Medical College dans le nord de Calcutta, est portée disparue par des collègues après avoir effectué 36 heures de garde. Vers 11h30, le corps de la jeune femme est découvert dans l'une des salles de séminaire de l'université, morte, à moitié nue, les yeux, la bouche et les parties génitales en sang.

## Enquête

### Rapport d'autopsie
L'autopsie révèle que la victime avait été agressée et violée avant d'être tuée par strangulation. Le rapport, qui s'étend sur quatre pages, fait également état d'une profonde blessure au niveau de l'appareil génital, des lèvres, de la jambe gauche, de la main droite, de l'annulaire, du cou et du visage. Selon le rapport, une pression a été exercée sur sa bouche et sa gorge, et elle a été étranglée, ce qui a entraîné une fracture du cartilage thyroïde.
Le rapport d'autopsie a également révélé une quantité importante de sperme dans le vagin. Cette découverte ainsi que l'étendue des blessures ont conduit les médecins et les parents de la victime à penser qu'il pourrait s'agir d'un cas de viol collectif,. La police de Calcutta a rejeté ces affirmations comme étant des rumeurs, suggérant qu'il était impossible de distinguer à l'œil nu le sperme de plusieurs individus lors d'une autopsie.

### Arrestation
À la suite d'une enquête, la police a arrêté un suspect, Sanjay Roy, le 9 août, après avoir trouvé son oreillette Bluetooth sur les lieux du crime. Le suspect est un volontaire civique de la force de gestion des catastrophes de la police de Calcutta et un membre de l'association de protection sociale de la police. Il a suivi un entraînement de boxe et est proche de quelques hauts fonctionnaires de la police de Calcutta. Il avait été affecté au poste de police situé près de l'école de médecine. Il a été marié quatre fois et a été décrit comme un coureur de jupons et un agresseur domestique. Selon la police de Calcutta, il a avoué son crime.

### Transfert de l'affaire au CBI
Le 13 août 2024, la Haute Cour de Calcutta a demandé à la police de l'État de transférer l'affaire au Bureau central d'enquête (Central Bureau of Investigation ou CBI), tout en exprimant son mécontentement quant à l'enquête menée jusqu'à présent et en évoquant la possibilité de destruction de preuves si la police de l'État poursuivait son enquête.

## Poursuite pénales
Le 20 janvier 2025, Un tribunal de Calcutta condamne, un volontaire de la police de 33 ans à la prison à vie pour le viol et le meurtre de la victime en août 2024.

## Réactions

### Démission du directeur du collège
Le Dr Sandip Ghosh, chirurgien orthopédique et directeur du collège, a démissionné à la suite des protestations suscitées par l'événement. Il a invoqué son incapacité à supporter l'humiliation permanente causée par les critiques des médias sociaux et les remarques diffamatoires des hommes politiques. Peu après sa démission, il a été nommé directeur de l’Hôpital universitaire national de Calcutta (Calcutta National Medical College, CNMC), ce qui a suscité une nouvelle vague d'indignation. Le 13 août, la Haute Cour de Calcutta a ordonné au gouvernement et aux autorités concernées de le placer en congé prolongé, tout en critiquant sa reconduction immédiate au CNMC.

### Manifestations
L'incident a été largement couvert par les médias et a suscité l'indignation dans tout le pays, en particulier au sein de la communauté médicale, les syndicats d'étudiants et les collègues de la victime demandant que justice soit faite et que les mesures de sécurité soient renforcées sur le campus.
En réponse, l'Association médicale indienne (IMA) a demandé au ministre de la Santé de l'Union, J. P. Nadda, d'introduire une loi visant à prévenir la violence à l'encontre des médecins. Cet appel fait suite à de nombreuses manifestations et grèves de médecins résidents dans tout le pays.
Le syndicat national des médecins a décidé d’observer un mouvement de grève. « Les agressions physiques et les crimes sont le résultat de l’indifférence et de l’insensibilité des autorités concernées aux besoins des médecins, des infirmières et des autres travailleurs de la santé »,  écrit l’Association médicale indienne.
Le 13 août, les protestations se sont intensifiées lorsque plus de 8 000 médecins du gouvernement de Maharashtra, y compris Mumbai, la capitale financière de l'Inde, ont cessé de travailler dans tous les services hospitaliers, à l'exception des services d'urgence, selon les médias. À New Delhi, des médecins en formation portant des blouses blanches ont manifesté devant les principaux hôpitaux publics. Le 13 août, les services d'urgence sont restés suspendus dans presque tous les hôpitaux publics de Calcutta. Des manifestations similaires dans des villes comme Lucknow et Goa ont interrompu certains services hospitaliers. Des protestations de jeunes médecins ont eu lieu dans toutes les grandes institutions médicales de Delhi et de Calcutta. Le 12 août, la Federation of Resident Doctors Association (FORDA) a annoncé, en guise de protestation, la suspension des services électifs pour une durée indéterminée dans tout le pays.
De grandes manifestations et des marches aux chandelles ont été organisées par la confrérie médicale et les femmes à partir de minuit le 14 août. Ces manifestations, baptisées « Women, Reclaim the Night », se sont déroulées à Delhi et à Calcutta.
Le 15 août, peu après minuit, la police a fait usage de gaz lacrymogènes et de matraques lorsqu'un groupe de personnes non identifiés a renversé la barricade et pénétré dans les locaux de l'hôpital. Le commissaire de police de Calcutta a imputé la violence de la manifestation à une « campagne médiatique malveillante » contre la police. La police de Calcutta a arrêté 19 personnes responsables des actes de violence et de vandalisme perpétrés dans les locaux de l'hôpital le 15 août.
L'Association médicale indienne a appelé à une grève nationale dans tous les hôpitaux le 17 août. Elle a déclaré que les services d'urgence resteraient ouverts, mais que les services de consultations externes et les autres services non urgents resteraient fermés dans tout le pays.

### Critiques à l'encontre du gouvernement de l'État
Le gouvernement du Bengale occidental, dirigé par le All India Trinamool Congress (TMC), a été critiqué pour ses lacunes en matière de sécurité des femmes dans l'État. Il a également été allégué que la direction de l'hôpital avait délibérément tenté de maquiller l'affaire en suicide. Les critiques portaient notamment sur la question de savoir si la police de Calcutta enquêtait correctement sur l'affaire, ce qui a conduit la Haute Cour de Calcutta à transférer l'affaire au CBI. L'Association médicale indienne, ainsi que des membres du parti d'opposition, ont accusé le gouvernement du Bengale occidental et la police de l'État d'être directement responsables de l'incident, affirmant que le vandalisme du 15 août avait été perpétré par des « voyous du TMC » afin de détruire des preuves liées à l'affaire.